# Biskupský palác v Brixenu
Biskupský palác v Brixenu (italsky Palazzo Vescovile a Bressanone, německy Bischofsresidenz nebo častěji Hofburg Brixen) je rozlehlá barokní komplex budov a zahrad v severoitalském Brixenu, sídlo biskupů, panovníků Brixenského knížectví v Jižním Tyrolsku.
Od roku 1976 zde sídlí městské Diecézní muzeum.

## Historie a popis

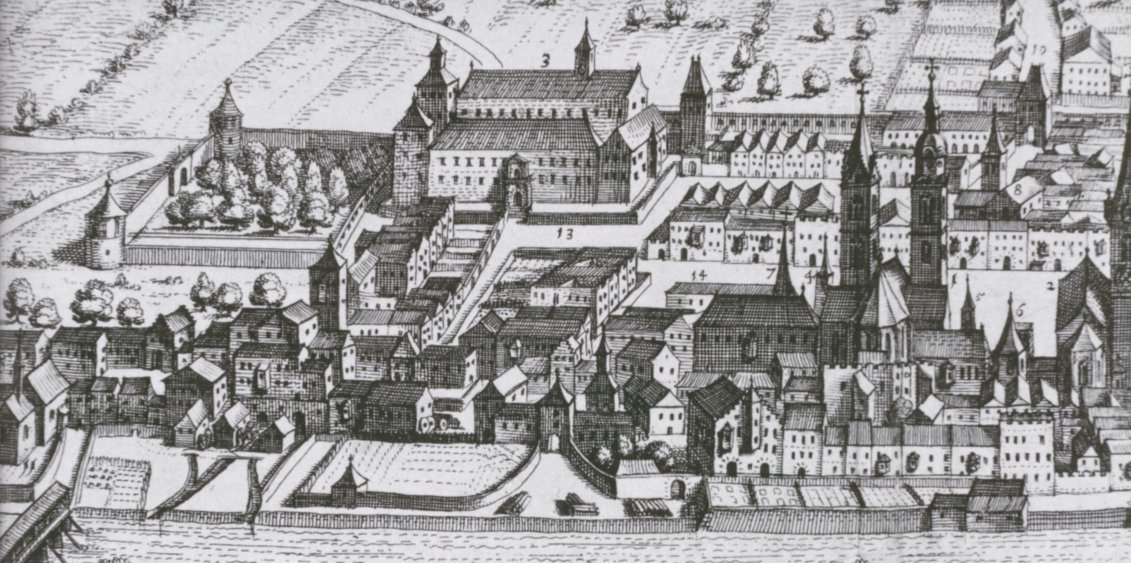
Zámecký komplex v tisku z roku 1649.

První budova v místě dnešního paláce přiléhala k

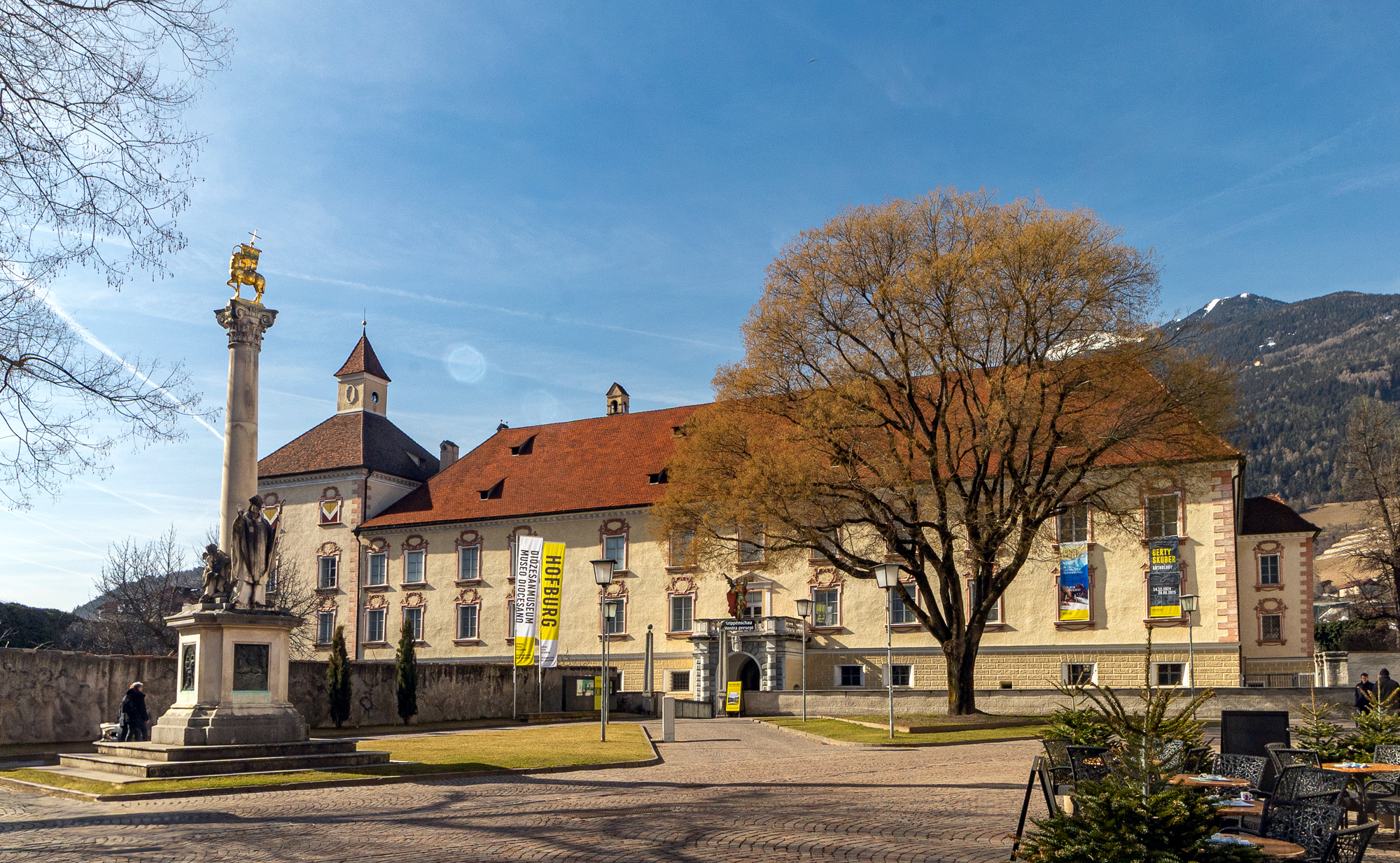
Vstupní strana paláce

jihozápadnímu rohu hradeb byla postavena v roce 1296 jako rezidence pánů z Brixenu.
V roce 1595 brixenský kníže-biskup, kardinál Ondřej Rakouský, zahájil velký projekt přestavby na přepychové sídlo. Projektem byl pověřen dvorní architekt Alberto Lucchese, který vypracoval pozdně renesanční projekt v italském stylu.
Po kardinálově smrti v roce 1600 pokračoval ve stavebních pracích jeho nástupce Kryštof Ondřej ze Spauru, který se však neřídil plány svého předchůdce. Další rozvoj pokračoval od roku 1710 za knížete-biskupa Kašpara Ignáce z Küniglu , který provedl některé barokní přístavby a úpravy.
Palác byl sídlem knížat-biskupů brixenských do roku 1973. Od roku 1976 je objekt sídlem Diecézního muzea.

### Vnitřní nádvoří

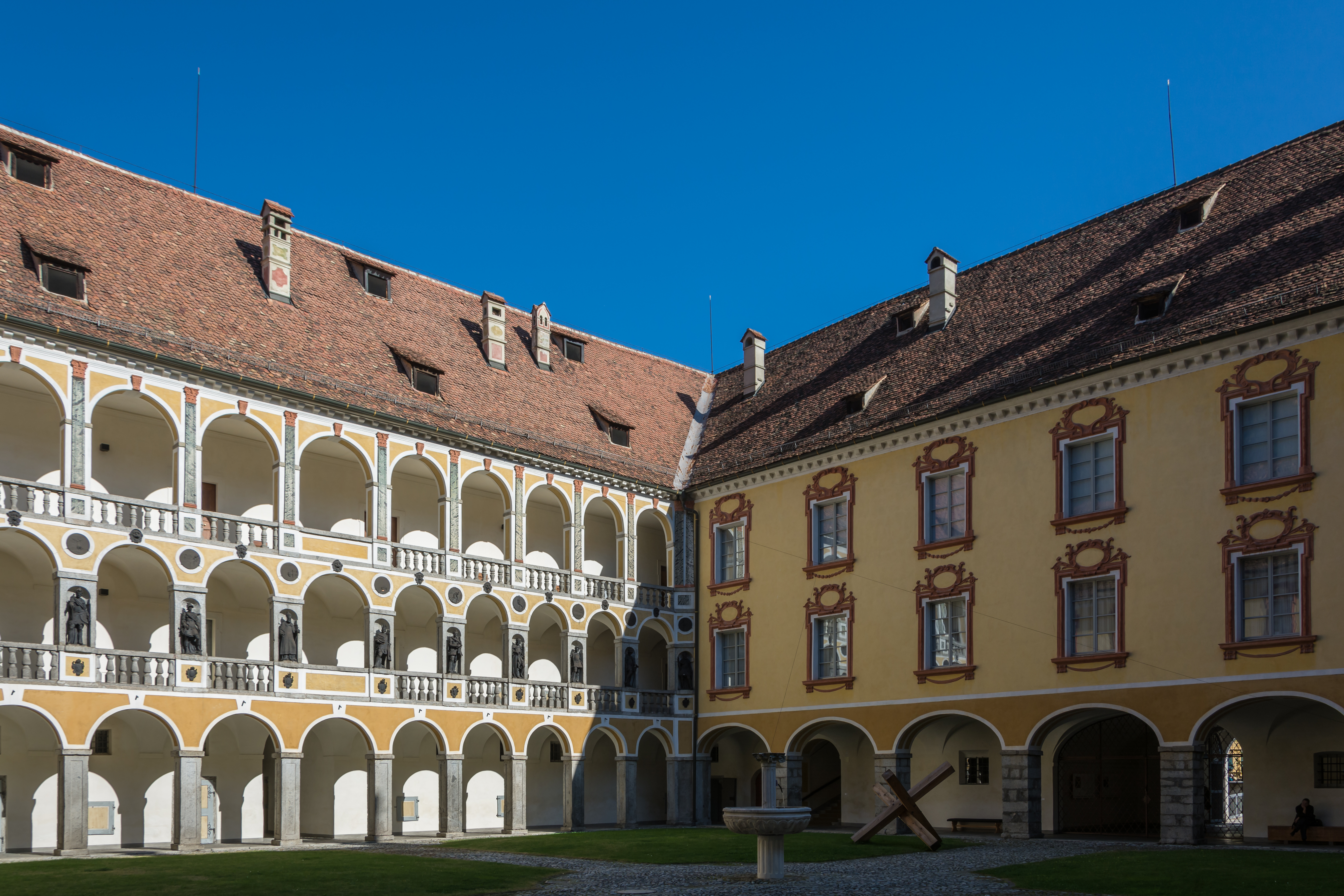
Pohled na dvorní křídla.

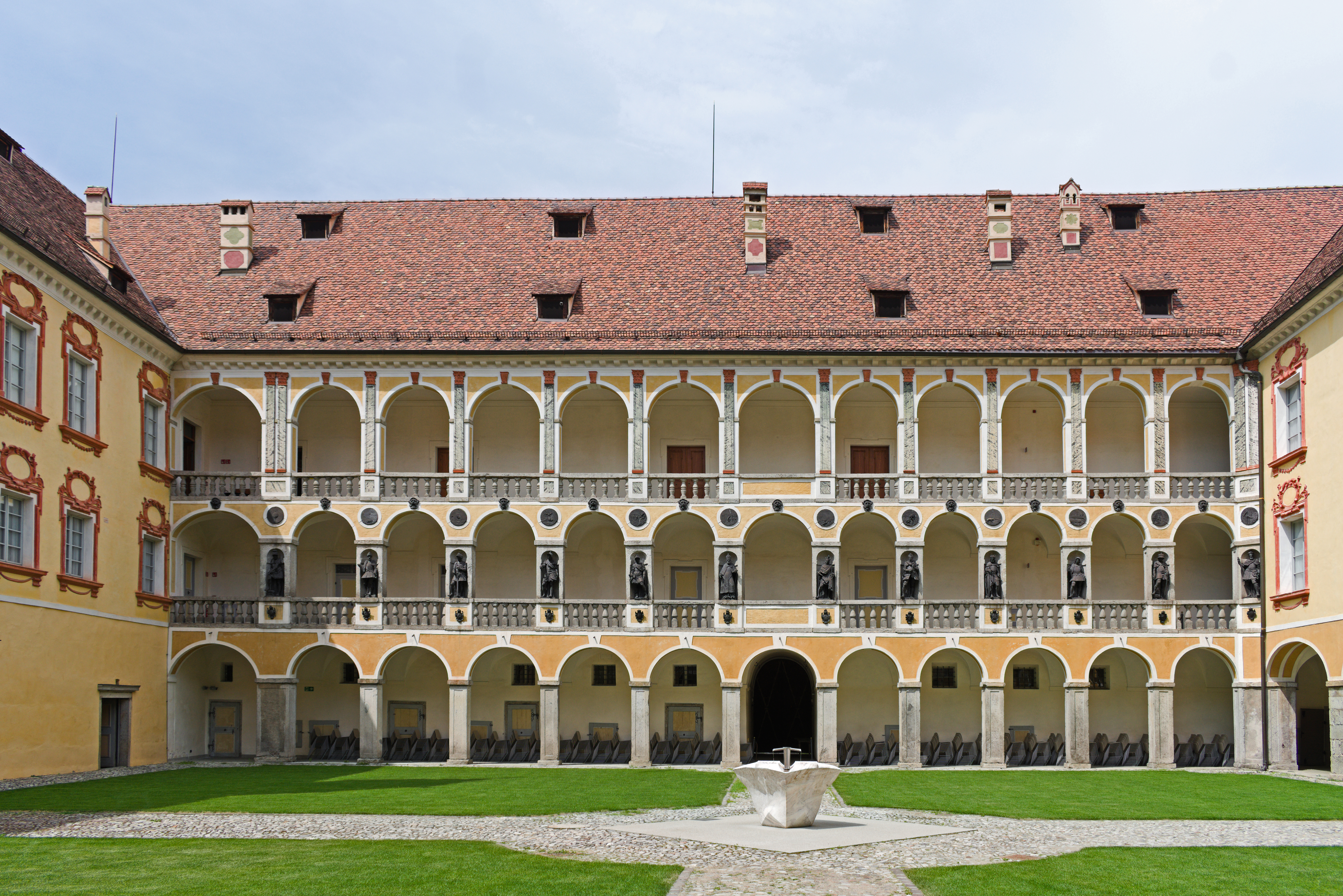
Nádvoří s renesančním ochozem a sochami.

V samotném jádru paláce je velké nádvoří uzavřené čtyřmi třípatrovými křídly. Jižní a severní mají trojitou lodžii, východní a západní fasáda je barokní.
Mezi oblouky druhé úrovně lodžií je umístěno 44 terakotových soch zobrazujících členy habsburského rodu ze 17. století od sochaře Hanse Reichleho.
Uvnitř východního křídla byla v roce 1606 postavena Dvorní kancelář (Hofkanzlei), v níž jsou u stolu umístěna křesla, z nichž každé má jiný tvar, aby naznačovala jednotlivých členů v hierarchickém pořadí. V předsíni se nad obkladem ze švýcarské borovice nachází významný obrazový vlys s erby členů koncilu z let 1543 až 1791.

### Knížecí komnaty

#### Biskupská komnata
Od roku 1976 v komnatách paláce sídlí městské Diecézní muzeum. Biskupské apartmá zabírá jižní a jihozápadní místnosti druhého patra paláce na příkaz knížete-biskupa Kašpara Ignáce z Küniglu-Ehrenburg, který nechal vybudovat také císařské apartmá. Od roku 1710 bylo toto křídlo paláce opakovaně upravováno podle aktuálních potřeb a z tohoto důvodu se mnoho původního nábytku a zařízení nedochovalo.
V přijímacích a komorních místnostech jsou vystaveny portréty několika prelátů a knížat-biskupů, zatímco v odpočívací místnosti, pozdější soukromé biskupské pracovně, jsou zachována drahocenná majoliková kamna, vyrobená v roce 1546 s malbami od Bartholomäa Dill Riemenschneidera zobrazujícími příběh Iásóna a Médeiy.

#### Císařské apartmá
Již od středověku byli němečtí císaři při svých cestách do Itálie hosty brixenských biskupů, knížata jejich království. Již v původním paláci byly místnosti vyhrazené pro císaře a jeho doprovod.
V letech 1707 až 1711 zahájil kníže-biskup Kašpar Ignác z Küniglu rozsáhlou modernizaci druhého patra západního křídla biskupského paláce s cílem vytvořit vhodné prostory pro návštěvy císaře. Císařské komnaty sestávají z přijímací místnosti, malé předsíně, jídelny, obývacího pokoje a čínského salonku. Tyto pokoje mají freskovou a štukovou výzdobu a jemné benátské hedvábné gobelíny. Ve dvou malých místnostech císařského křídla je vystaveno vzácné stolní stříbro Habsburků a bohatá sbírka císařského porcelánu z vídeňského dvora, zakoupená speciálně u příležitosti návštěvy Marie Terezie v roce 1765.

### Kaple
Dvorní kaple z počátku 18. století, zasvěcená Neposkvrněnému početí Panny Marie, je opravdový klenot. Nachází se v západním křídle biskupského paláce a je součástí itineráře muzea. V kapli, renovované v roce 1707 na pokyn knížete biskupa Kašpara Ignáce z Küniglu, jsou na klenbě umístěny fresky od rakouského malíře Kaspara Waldmanna a čtyři zajímavé panely, zobrazující výjevy ze života Panny Marie od téhož umělce. Hlavní oltář je dílem Cristofora Benedettiho, štuková výzdoba Bernarda Pasqualeho, oltářní obraz je dílem Johanna Georga Dominikuse Graßmaira.

## Související záznamy
- Brixenské knížecí biskupství
- Diecézní muzeum v Brixenu
- Seznam brixensko-bolzanských biskupů
- Diecéze bolzansko-brixenská